# Station Stróże
Station Stróże is een spoorwegstation in de Poolse plaats Stróże.